# Der Ewige Jude
Der Ewige Jude er en tysk nazistisk propagandafilm fra 1940 af Fritz Hippler. Filmen skildrer jøderne som snyltere over for den ariske race.

## Ekstern henvisning
- Der Ewige Jude på Internet Movie Database (engelsk)
- Der Ewige Jude i Svensk Filmdatabas (svensk)
- Der Ewige Jude på MovieMeter (nederlandsk)
- Der Ewige Jude på AllMovie (engelsk)
- Der Ewige Jude på The Movie Database (engelsk)
- Der Ewige Jude på Rotten Tomatoes (engelsk)
- Der Ewige Jude på Filmaffinity (engelsk)